# Niamh
Niamh, inaczej Niam Złotowłosa – w mitologii celtyckiej była córką Manannan mac Lira i królowej Tír na nÓg. Jej imię oznacza "Piękna".
Zakochała się w bardzie o imieniu Oisín i przyjechała na swym koniu Embarr do Irlandii, aby z nim być. 
Oisín należał do fianna i, choć zakochał się w Niamh i przybył z nią do Tír na nÓg, czuł się źle w jej magicznym świecie i zaczął tęsknić za domem i błagał ją, aby mógł znowu ujrzeć swoją ojczyznę. Niamh użyczyła mu Embarra, który mógł biec ponad ziemią i morzem. Ostrzegła go jednak, by nie ważył się dotknąć ziemi stopami. Czas który Oisín spędził na wyspie Tír na nÓg płynął wolniej niż w świecie ludzi. W Irlandii minęło wiele lat, a dawni bogowie zostali odrzuceni. Nastała era chrześcijaństwa. W pewnym momencie Oisín spadł z konia i nagle stał się starym człowiekiem. W tym czasie Niamh urodziła mu córkę, Plur nam Ban co znaczy "Kwiat Kobiecości", która przyjechała do Irlandii, by go odnaleźć, jednak nie udało się jej to, bo Oisín zmarł wiele lat wcześniej, będąc ochrzczonym na krótko przed swoją śmiercią przez św. Patryka.